# برتراند أورباخ
برتراند أورباخ (بالفرنسية: Bertrand Auerbach)‏ هو مؤرخ فرنسي، ولد في 2 سبتمبر 1856 في باريس في فرنسا، وتوفي في 25 أغسطس 1942.